# Окунёвка (Частоозерский район)
Окунёвка — деревня в Частоозерском районе Курганской области. Входит в состав Восточного сельсовета.

## История
Основана в 1927 году. По данным на 1926 год выселок Окунево состоял из 53 хозяйств. В административном отношении входил в состав Долговского сельсовета Частоозерского района Ишимского округа Уральской области.

## Население
| 1989 | 2002 | 2010 |
| ---- | ---- | ---- |
| 147  | ↘137 | ↘70  |

По данным переписи 1926 года на выселке проживало 239 человек (109 мужчин и 130 женщин), в том числе: русские составляли 100 % населения.